# Station Köln Geldernstraße/Parkgürtel
Station Köln Geldernstraße/Parkgürtel (Duits: Bahnhof Köln Geldernstraße/Parkgürtel) is een S-Bahnstation in het stadsdeel Nippes van de Duitse stad Keulen. Het station ligt aan de spoorlijn Keulen – Neuss – Krefeld.
Onder de naam Geldernstraße/Parkgürtel is het ook een metrostation van de Stadtbahn van Keulen.

## Treinverbindingen
| Serie | Treinsoort            | Route | Bijzonderheden                             |
| ----- | --------------------- | --- | ------------------------------------------ |
| S 6   | S-Bahn (DB Regio NRW) | Köln-Worringen – Köln Geldernstraße/Parkgürtel – Köln-Nippes – Köln Hbf – Langenfeld (Rhld) – Düsseldorf-Benrath – Düsseldorf Hbf – Ratingen Ost – Essen Hbf | Dienstregeling S6 geldig vanaf 10-12-2023  |
| S 11  | S-Bahn (DB Regio NRW) | Düsseldorf Luchthaven Terminal – Düsseldorf Hbf – Neuss Hbf – Norf – Nievenheim – Dormagen – Köln Geldernstraße/Parkgürtel – Köln Hbf – Bergisch Gladbach    | Dienstregeling S11 geldig vanaf 10-12-2023 |

## Stadtbahn-lijnen

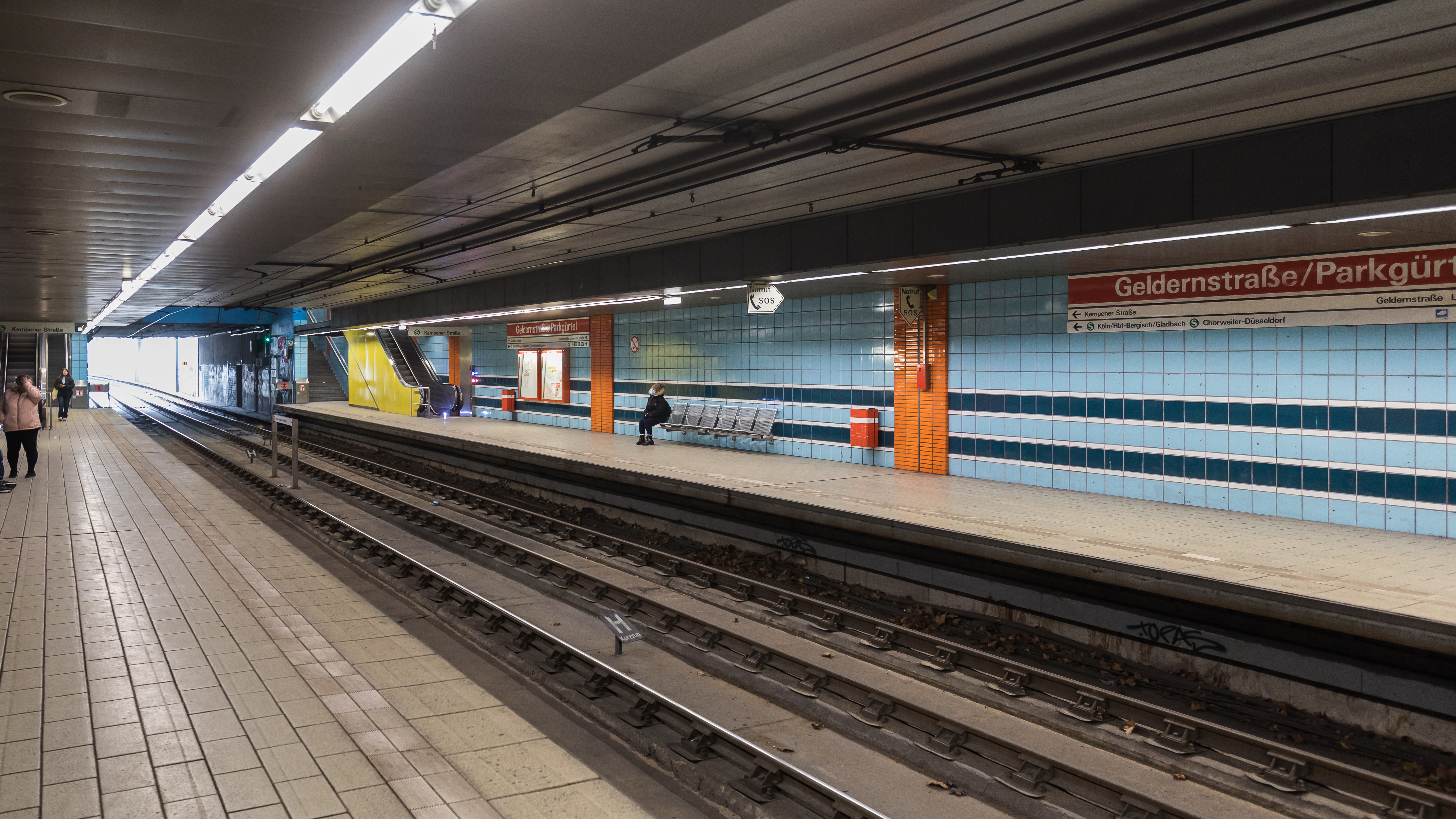
Metrostation Geldernstraße/Parkgürtel van de Stadtbahn van Keulen

|    | Route                                                                                 | Lengte  | Gem. snelheid | Afstand tussen haltes |
| -- | ------------------------------------------------------------------------------------- | ------- | ------------- | --------------------- |
| 13 | Sülzgürtel – Geldernstraße/Parkgürtel – Bf Ehrenfeld – Nippes – Bf Mülheim – Holweide | 16,2 km | 29,5 km/h     | 736 m                 |